# Phyllochoreia equa
Phyllochoreia equa är en insektsart som beskrevs av Burr 1899. Phyllochoreia equa ingår i släktet Phyllochoreia och familjen Chorotypidae. Inga underarter finns listade i Catalogue of Life.